# CD37
CD37, или тетраспанин 26, — мембранный белок, гликопротеин из надсемейства тетраспанинов, продукт гена человека CD37.

## Тканевая специфичность
Экспрессирован на поверхности B-лимфоцитов.

## Структура
CD53 состоит из 281 аминокислот, молекулярная масса — 31,7 кДа. Оба N- и C-концевые участки локализуются в цитоплазме, содержит 4 трансмембранных фрагмента, внеклеточные фрагменты включают 3 участка N-гликозилирования.
Взаимодействует со SCIMP.

## См.также
- Тетраспанины
- Кластер дифференцировки